# Daniel Quintero Peña
Daniel Quintero Peña (Culiacán, Sinaloa, 3 de enero de 1951) es un arquitecto y político mexicano, miembro del Partido Revolucionario Institucional que fue diputado federal y presidente municipal de Ensenada, Baja California.
Daniel Quintero Peña es arquitecto y doctor en Planificación Urbana, en 1994 fue elegido diputado federal por el III Distrito Electoral Federal de Baja California a la LVI Legislatura y en 1998 presidente municipal de Ensenada.
En 2001 ganó la elección interna del PRI como candidato a Gobernador de Baja California, y en las Elecciones a Gobernador resultó derrotado por Eugenio Elorduy Walther, candidato del PAN en lo que fue la tercera victoria consecutiva de ese partido. En 2006 fue candidato a diputado federal por el III Distrito de Baja California, no obteniendo el triunfo.